# Pawieł Oziorkin
Pawieł Gurjewicz Oziorkin (ros. Павел Гурьевич Озёркин, ur. 1899 we wsi Borki w guberni riazańskiej, zm. 7 stycznia 1952 w Woroneżu) – funkcjonariusz radzieckich służb specjalnych.

## Życiorys
W 1910 skończył 3-klasową szkołę w Woroneżu, później pracował w manufakturze i w drukarni, od maja do lipca 1917 był członkiem robotniczej drużyny bojowej w Woroneżu. W grudniu 1917 wstąpił do SDPRR(b), 1919-1921 był członkiem Komsomołu, od lipca 1918 do kwietnia 1920 służył w Armii Czerwonej, od maja 1920 pracował w organach Czeki. Od 20 lutego 1927 do 1 lipca 1928 był szefem Wydziału Informacyjno-Agenturalnego Woroneskiego Gubernialnego Oddziału GPU, od 1 lipca 1928 do 1 października 1930 szefem Lgowskiego Okręgowego Oddziału GPU, a 1930-1931 Lgowskiego Sektora Operacyjnego GPU, później od stycznia 1931 do maja 1932 zastępcą szefa Wydziału Specjalnego OGPU 6 Dywizji Piechoty. Od maja 1932 do kwietnia 1934 był szefem Wydziału Specjalnego OGPU 18 Dywizji Piechoty, a od kwietnia 1934 do kwietnia 1936 szefem Miejskiego Oddziału GPU/NKWD w Kostromie i jednocześnie Wydziału Specjalnego OGPU/NKWD 49 Dywizji Piechoty, 23 lutego 1936 otrzymał stopień starszego porucznika bezpieczeństwa państwowego. Od 31 maja 1936 do 16 lutego 1937 był szefem Zarządu NKWD Kałmuckiej ASRR, a od 16 lutego 1937 do 28 stycznia 1939 ludowym komisarzem spraw wewnętrznych Kałmuckiej ASRR. Był deputowanym do Rady Najwyższej ZSRR 1 kadencji. 19 grudnia 1937 został odznaczony Orderem „Znak Honoru”.
W styczniu 1939 został aresztowany, w październiku 1939 wypuszczony. W sierpniu 1944 objął funkcję pełnomocnika Rady ds. Kultów Religijnych przy Radzie Komisarzy Ludowych/Rady Ministrów ZSRR na obwód woroneski, którą pełnił do końca życia.